# Toyota MR2
Toyota MR2 je malý sportovní roadster, který v letech 1984 až 2007 vyráběla japonská automobilka Toyota. Jednalo se o dvoumístný vůz s motorem uprostřed, který se vyráběl ve třech generacích.

## První generace

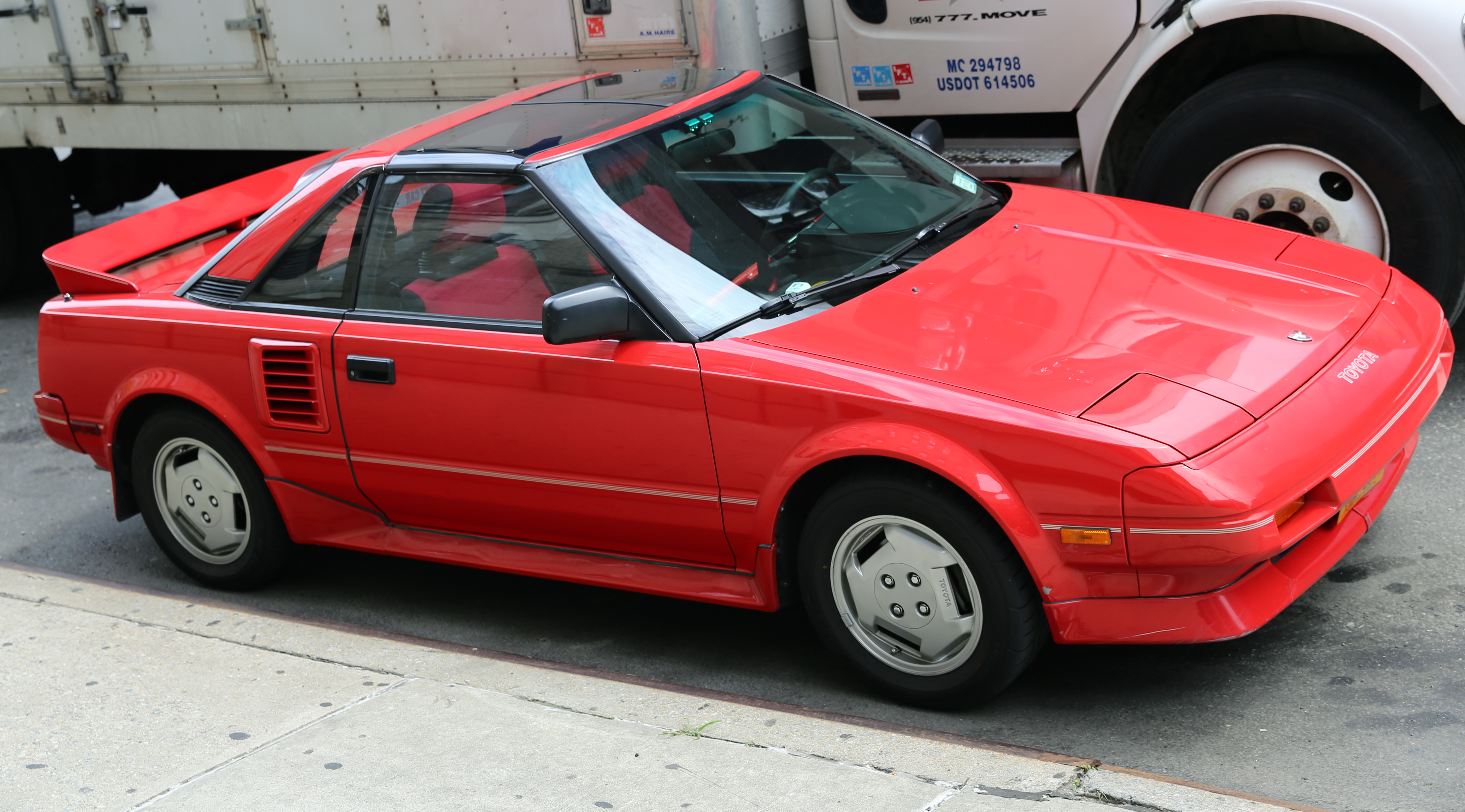
První generace

První generace se vyráběla v letech 1984 až 1989. Vůz byl vybaven manuální pětistupňovou nebo automatickou čtyřstupňovou převodovkou. Při vývoji vozu pomáhala automobilka Lotus.

### Motory
- 1,5 l
- 1,6 l
- 1,6 l Kompresor

### Rozměry
- Délka - 3950 mm
- Šířka - 1666 mm
- Výška - 1234 mm
- Rozvor - 2319 mm
- Hmotnost - 1070 až 1131 kg

## Druhá generace

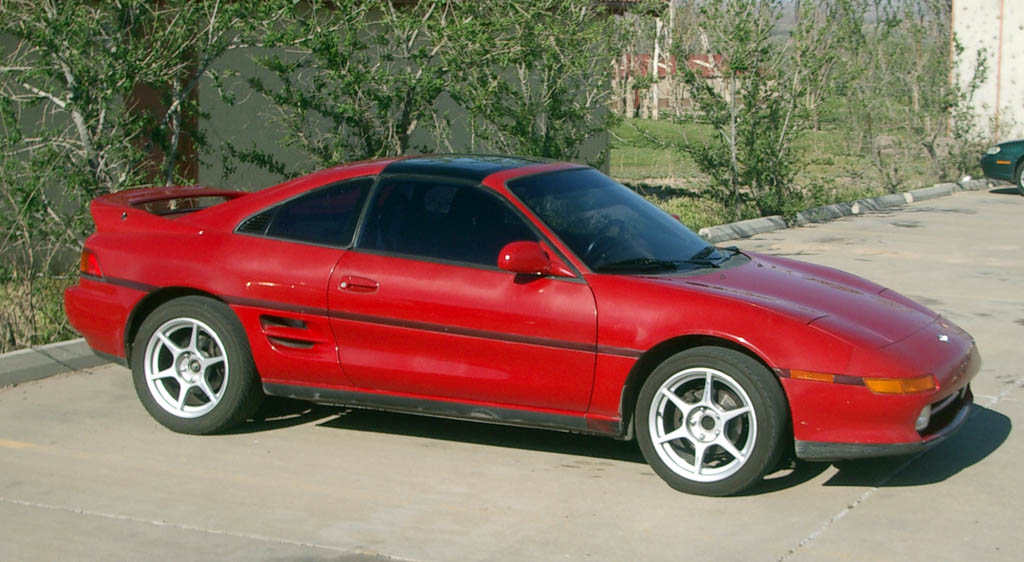
Druhá generace

Výroba druhé generace probíhala v letech 1990 až 1999. Design vozu vytvořil Kazutoshi Arima.

### Motory
- 2,0 l
- 2,0 l Turbo
- 2,2 l

### Rozměry
- Délka - 4171 mm
- Šířka - 1699 mm
- Výška - 1234 mm
- Rozvor - 2400 mm
- Hmotnost - 1180 až 1215 kg

### Specifikace

#### 2.0 l
- Obsah : 1992 cc
- Výkon : 156 hp / 6600 rpm
- Toč. : 186 Nm / 4800 rpm
- Rev limit : 7500 rpm

#### 2.0 l Turbo
- Obsah : 1998 cc
- Výkon : 175 hp / 7000 rpm
- Toč. : 186 Nm / 4800 rpm
- Rev limit : 8000 rpm

### Rozložení váhy
- Všechny verze : F - 45%, R - 55%

## Třetí generace

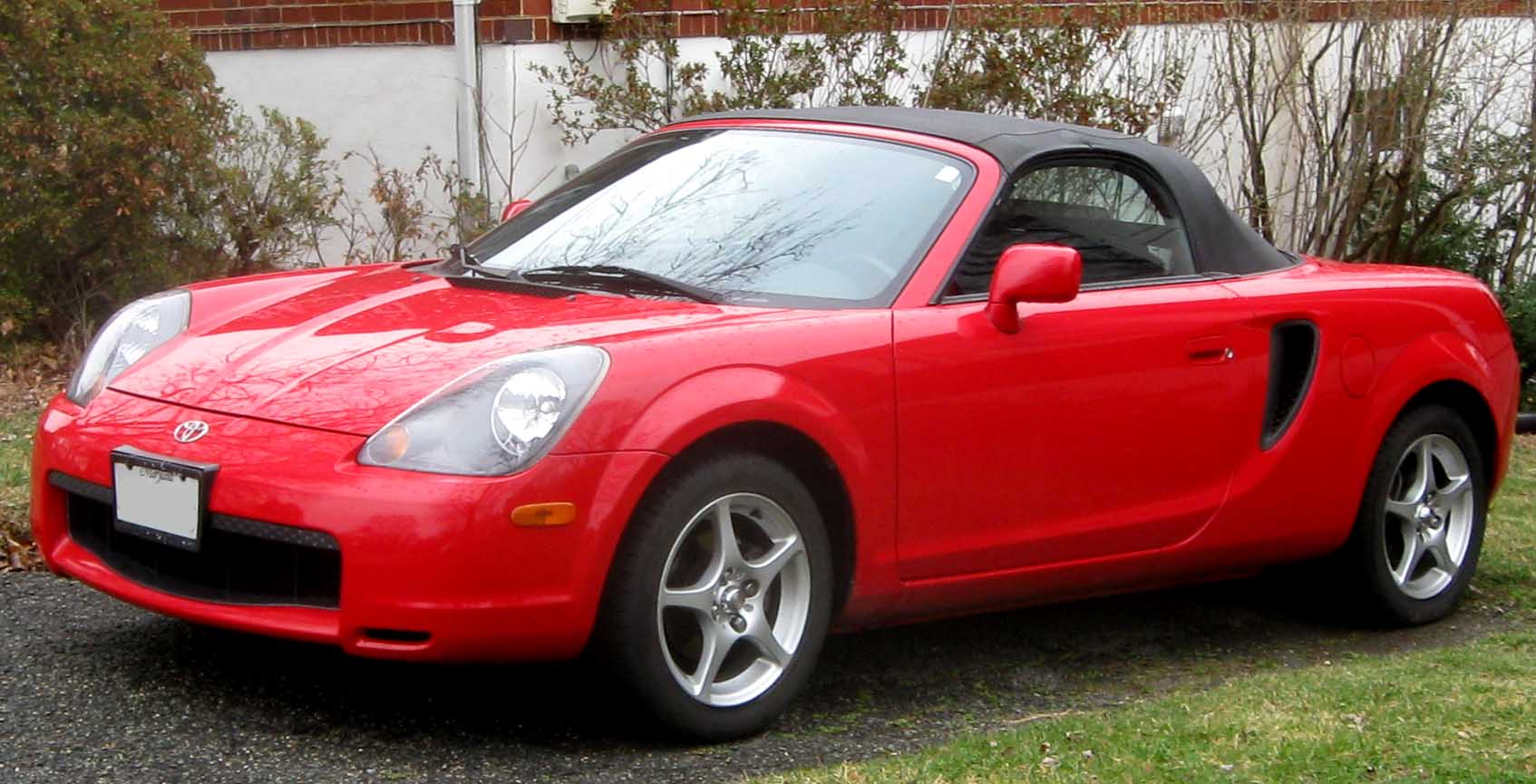
Třetí generace

Třetí generace se vyráběla od roku 2000 do roku 2007. V Japonsku se prodávala také pod názvem Toyota MR-S. K pohonu sloužil výhradně řadový čtyřválec o objemu 1,8 litru a výkonu 103 kW. Vůz byl k dispozici s pěti- nebo šestistupňovým manuálem nebo šestistupňovou sekvenční převodovkou. Vůz byl ve všech rozměrech kromě výšky menší než předchozí generace a také byl lehčí.

### Rozměry
- Délka - 3886 mm
- Šířka - 1694 mm
- Výška - 1240 mm
- Rozvor - 2451 mm
- Hmotnost - 996 kg

## Závodní verze

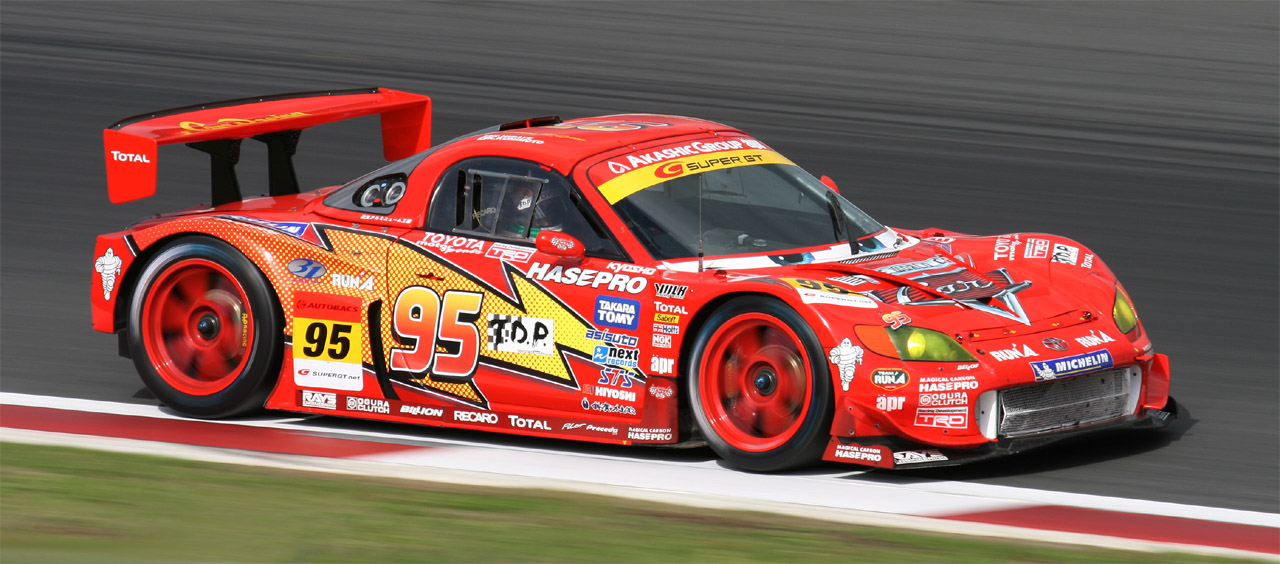
Okruhová závodní verze

Vozy byly pravidelnými účastníky při závodech japonských cestovních vozů.

### Toyota 222D
Jednalo se o prototyp vyvíjený automobilkou a týmem Toyota Motorsport původně pro skupinu B a později skupinu S. Vůz byl vyvíjen z důvodu, že závodní Toyota Celica TCT nebyla plně konkurenceschopná na neafrických rallyových soutěžích. Typ 222D byl postaven na základě roadsteru MR2 první generace. Dříve než byl vývoj vozu dokončen, byla skupina B zrušena. Automobil měl vážit jen 750 kg a dosahovat výkonu 560 kW. Při vývoji byly vyrobeny prototypy s pohonem zadních i všech kol.
Prototyp vozu se představil na festivalu rychlosti v Goodwoodu.